# Olympische Sommerspiele 2000/Teilnehmer (Tadschikistan)
| Gelbes Symbol für Goldmedaillen mit stilisierten Olympischen Ringen | Graues Symbol für Silbermedaillen mit stilisierten Olympischen Ringen | Braundes Symbol für Bronzemedaillen mit stilisierten Olympischen Ringen |
| ------------------------------------------------------------------- | --------------------------------------------------------------------- | ----------------------------------------------------------------------- |
| —                                                                   | —                                                                     | —                                                                       |

Tadschikistan nahm an den Olympischen Sommerspielen 2000 in der australischen Metropole Sydney mit vier Athleten, zwei Frauen und zwei Männern, in zwei Sportarten teil.
Nach 1996 war es die zweite Teilnahme des asiatischen Staates an Olympischen Sommerspielen.

## Flaggenträger
Chursched Hassanow trug die Flagge Tadschikistans während der Eröffnungsfeier im Stadium Australia.

## Teilnehmer nach Sportarten

### Leichtathletik
- Gulsara Dodobojewa
Marathon Frauen: 41. Platz

- Sergey Zabavskiy
Marathon Männer: 68. Platz

### Schwimmen
- Katerina Ismailowa
100 m Freistil Frauen: 54. Platz

- Farkhod Oripow
100 m Freistil Männer: disqualifiziert